# Yves Evrard

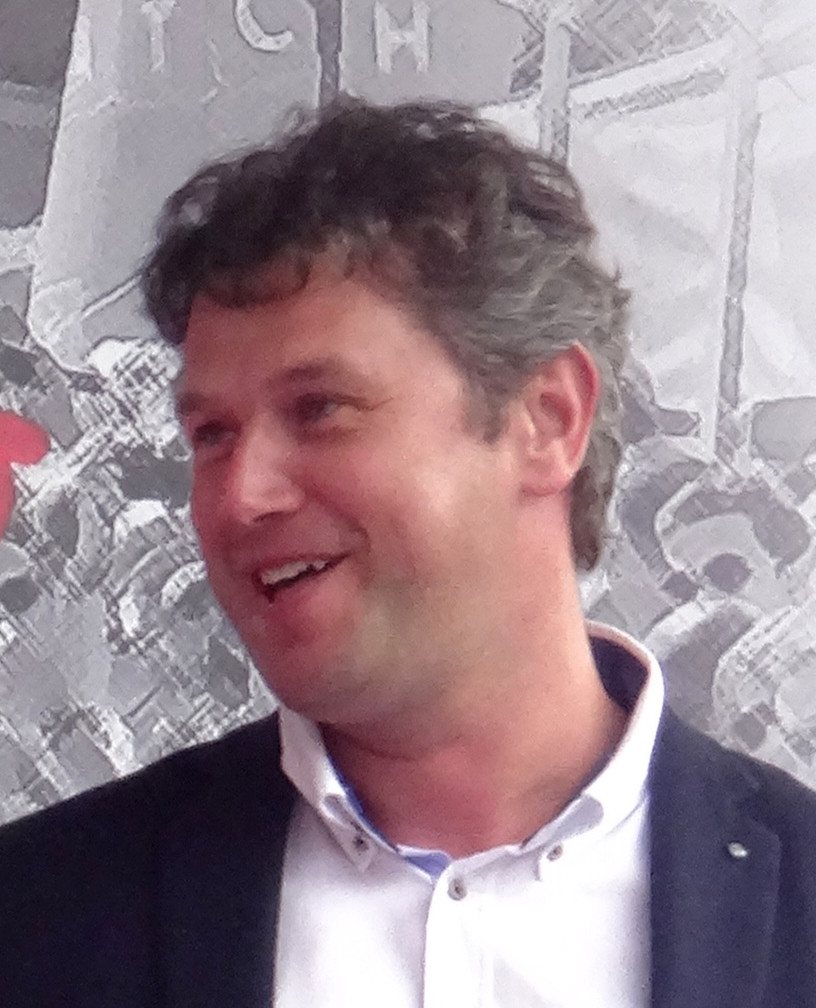
Yves Evrard in 2014

Yves Evrard (Bastenaken, 19 maart 1969) is een Belgische politicus voor de liberale MR.

## Levensloop
Evrard behaalde in 1993 het diploma van landbouwkundig ingenieur aan de Université Catholique de Louvain. Van 1993 tot 2000 werkte hij als technisch directeur, waarna hij gedelegeerd bestuurder werd van de plantengroothandel en bomenkwekerij Luxgreen, dat in 2014 werd herdoopt tot Pepilux.

### Loopbaan in de lokale politiek van Neufchâteau
Voor de toenmalige PRL werd hij in 2000 verkozen tot gemeenteraadslid van Neufchâteau. Van 2006 tot 2012 was hij tevens burgemeester van de gemeente. Na de gemeenteraadsverkiezingen van oktober 2012 kwam Evrards lijst in de oppositie terecht. Hij werd als burgemeester opgevolgd door Dimitri Fourny. Van 2012 tot 2014 was hij daarnaast provincieraadslid van de provincie Luxemburg.
Na de gemeenteraadsverkiezingen van oktober 2018 in Neufchâteau bleven Evrard en zijn partij in de oppositie. De verkiezingen werden echter ongeldig verklaard omdat burgemeester Fourny in verdenking werd gesteld van verkiezingsfraude met volmachten voor bejaarde rusthuisbewoners. In juni 2019 vonden er nieuwe verkiezingen plaats, waarbij de lijst van Fourny haar absolute meerderheid verloor. Vervolgens wist Evrard een bestuursmeerderheid tot stand te brengen. Normaliter zou hij vervolgens burgemeester worden, maar de lijst van Fourny besloot de verkiezingsuitslag aan te vechten bij de provinciegouverneur van Luxemburg, volgens hen omdat buitenlandse kiezers te weinig tijd hadden gekregen om zich in te schrijven en hun stem uit te brengen. De gouverneur verklaarde zich onbevoegd en diende twee prejudiciële vragen in bij het Grondwettelijk Hof. Als gevolg werd de verkiezingsuitslag van 16 juni nog niet geldig verklaard en bleef het vorige gemeentebestuur voorlopig aan. In februari 2020 besloot het Grondwettelijk Hof dat de verkiezingen wettelijk waren verlopen en verklaarde de Luxemburgse provinciegouverneur de uitslag van de verkiezingen geldig. Hierdoor kon Evrard opnieuw burgemeester van Neufchâteau worden. Omdat hij zijn mandaat als Waals Parlementslid echter niet mocht combineren met het burgemeesterschap, besloot hij voor zijn parlementaire functie te kiezen en de burgemeesterssjerp af te staan aan Michele Mons delle Roche. Wel bleef hij aan als gemeenteraadslid.

### Parlementaire loopbaan
Bij de Waalse verkiezingen van 25 mei 2014 trok Evrard de MR-lijst voor de kieskring Neufchâteau-Virton en werd hij verkozen in het Waals Parlement en in het Parlement van de Franse Gemeenschap. Ook werd hij door zijn partij naar de Senaat afgevaardigd om er te zetelen als deelstaatsenator. Hij bleef zijn parlementaire mandaten uitoefenen tot in mei 2019. In het Waals Parlement had hij van 2014 tot 2019 zitting in de commissie Landbouw en Toerisme en zetelde hij van 2014 tot 2017 in de commissie Economie en Innovatie en van 2017 tot 2019 in de commissie Economie, Werk en Opleiding. In het Parlement van de Franse Gemeenschap was hij lid van de commissie voor Onderwijs voor Sociale Promotie, Jeugd, Vrouwenrechten en Gelijke Kansen (2014-2019), de commissie voor Sport (2014-2016) en de commissie voor Hoger Onderwijs, Onderzoek en Media (2018-2019).
In mei 2019 stond hij als eerste opvolger op de MR-lijst voor de provincie Luxemburg. In september 2019 werd hij opnieuw Waals Parlementslid en volksvertegenwoordiger van de Franse Gemeenschap als opvolger van Willy Borsus, die minister werd in de Waalse Regering. Van 2019 tot 2024 was Evrard in het Waals Parlement ondervoorzitter van de commissie Huisvesting en Lokale Besturen en in het Parlement van de Franse Gemeenschap lid van de commissie Begroting, Openbaar Ambt, Gelijke Kansen en Schoolgebouwen. Tevens zetelde hij in dezelfde periode in het Benelux-parlement.
Vanop de derde plaats van de MR-lijst in Luxemburg werd Evrard bij de Waalse verkiezingen van 9 juni 2024 herkozen in zijn parlementaire mandaten. 